# Ontsira gratia
Ontsira gratia är en stekelart som beskrevs av Sergey A. Belokobylskij 1996. Ontsira gratia ingår i släktet Ontsira och familjen bracksteklar. Inga underarter finns listade i Catalogue of Life.